# گروه سی‌جی‌آی
گروه سی‌جی‌آی (به انگلیسی: CGI Group) شرکت فناوری اطلاعات چندملیتی کانادایی است، که در زمینه ارائه خدمات مشاور مدیریت، مشاوره اطلاعاتی، فناوری اطلاعات و ارتباطات، مدیریت فرایندهای تجاری و برون‌سپاری فعالیت می‌کند.
شرکت سی‌جی‌آی در سال ۱۹۷۶ توسط سرژ گودین و آندره ایمباو تأسیس شد و در حال حاضر دارای ۴۰۰ دفتر عملیاتی در ۴۰ کشور بوده و به‌عنوان پنجمین شرکت بزرگ فناوری اطلاعات در جهان شناخته می‌شود.
دفتر مرکزی این شرکت در شهر مونترآل، استان کبک قرار دارد و بخشی از سهام آن در بازارهای بورس نیویورک و بورس تورنتو معامله می‌شود. در سال ۲۰۱۲ گروه سی‌جی‌آی در فهرست فوربز جهانی ۲۰۰۰ در رتبه ۲۰۰۰ از بزرگترین شرکت‌های جهان قرار داشت.